# جون جونز (مجدف)
جون جونز (بالإنجليزية: John Jones)‏ هو مجدف بريطاني، ولد في 22 أبريل 1930 في Church Stretton ‏ في المملكة المتحدة.

## وصلات خارجية
- جون جونز على موقع الاتحاد الدولي للتجديف (الإنجليزية)
- جون جونز على موقع أوليمبيديا (الإنجليزية)